# 阿尔考德特
阿尔考德特，是西班牙安达卢西亚自治区哈恩省的一个市镇。总面积237平方公里，总人口11154人（2001年），人口密度47人/平方公里。